# Армати, Сальвино дельи
Сальви́но де́льи Арма́ти (итал. Salvino degli Armati; XIII век, Флоренция — 1317, там же) — человек, который в течение длительного времени считался изобретателем медицинских очков.

## История
Нам ничего не известно о жизни Сальвино дельи Армати. Впервые его имя упоминается в литературе в 1684 году в сочинении итальянского историка Фердинандо Леопольдо Дель Мильоре «Иллюстрации к благороднейшему городу Флоренции». Дель Мильоре пишет о том, что во флорентийской церкви Санта-Мария-Маджоре имелась могильная каменная плита, содержащая следующую надпись:
QUI DIACE SALVINO D’ARMATO DEGL’ARMATI DI FIR.

INVENTOR DEGL’OCCHIALI DIO GLI PERDONI LA PECCATA

ANNO D. MCCCXVII
Далее Дель Мильоре сообщал, что могила была уничтожена во время строительных работ первой половины XVII века, но что запись о ней сохранилась в старинной копии книги погребений, которая имелась в распоряжении Дель Мильоре. Вместе с тем никто, кроме самого́ Дель Мильоре, не видел упоминавшейся книги погребений, а род Армати хоть и действительно существовал во Флоренции, ко времени жизни Дель Мильоре угас, не оставив подробных генеалогических описаний своих членов.
Хотя в последующие два века данные, содержащиеся в сочинении Дель Мильоре, ставились под сомнение некоторыми исследователями (такими, как Раньери Темпести, Станислао Кановаи и Лоренцо Кантини), факт изобретения очков Сальвино дельи Армати считался достаточно подтверждённым. В 1841 году во время реконструкции флорентийской церкви Санта-Мария-Маджоре был обнаружен мраморный бюст некоторого человека, который по непонятной причине был объявлен бюстом Сальвино дельи Армати. Тогда же была создана и помещена на стену церкви копия плиты, описанной Фердинандо Леопольдо Дель Мильоре, а одна из школ Флоренции получила имя Сальвино дельи Армати.

## Разоблачение
В 1920 году итальянский историк и филолог Исидоро Дель Лунго опубликовал в журнале Archivio Storico Italiano (с итал. — «Итальянский исторический архив») работу, в которой прямо заявил о том, что история с изобретением очков Армати является мистификацией со стороны Дель Мильоре. В частности, Дель Лунго обнаружил оригинал книги погребений церкви Санта-Мария-Маджоре, где не было никакой информации о Сальвино дельи Армати. Вернее, в книге упоминался некий человек с таким именем, но его смерть относилась к 1340 году, сам Армати был членом гильдии менял и не имел никакого отношения к очкам и медицине; кроме того, запись не содержала информации о могильной плите с соответствующей надписью. Дель Лунго также писал, что в начале XIV века во флорентийском вольгаре не существовало слова inventor («изобретатель»), а выражение la peccata («грехи») употреблялось в форме le peccata. По его же сведениям, обнаруженный в 1841 году бюст был создан в XV веке, а изображённый на его груди герб являлся гербом семьи Беккуто, то есть он не мог иметь никакого отношения к Армати. Причиной создания Дель Мильоре этой мистификации Дель Лунго полагал его флорентийский патриотизм и желание оспорить у Пизы честь открытия очков, которая приписывалась там Алессандро делла Спине.
В 1925 году, через пять лет после публикации Дель Лунго, флорентийская школа имени Сальвино дельи Армати была переименована.

## В искусстве
В романе Умберто Эко «Имя розы» его главный герой Вильгельм Баскервильский сообщает о том, что используемые им очки ему подарил Сальвино дельи Армати (в русском переводе назван «Сальвин из Армати»).

## Комментарии
1. ↑  Здесь покоится Сальвино [сын] Армато [из семьи] Армати из Фл[оренции].
Изобретатель очков. Да простит ему Господь [его] грехи.
1317 от Р[ождества] Х[ристова]